# Angelica razulii
Angelica razulii är en växtart i släktet kvannar (Angelica) och familjen flockblommiga växter. Den beskrevs av Antoine Gouan 1773.
Arten är en perenn ört som förekommer från Pyrenéerna till nordvästra Spanien.